# Stanwood (Iowa)
Pour les articles homonymes, voir Stanwood.
Stanwood est une ville du comté de Cedar, dans l’État d’Iowa, aux États-Unis. La population a été estimée à 673 habitants lors du recensement de 2010.
La localité a été nommée en hommage à H. P. Stanwood, un responsable des chemins de fer.

## Source
- (en) Cet article est partiellement ou en totalité issu de l’article de Wikipédia en anglais intitulé « Stanwood, Iowa » (voir la liste des auteurs).